# Bougé-Chambalud
Bougé-Chambalud – miejscowość i gmina we Francji, w regionie Owernia-Rodan-Alpy, w departamencie Isère.
Według danych na rok 1990 gminę zamieszkiwały 814 osoby, a gęstość zaludnienia wynosiła 51 osób/km² (wśród 2880 gmin regionu Rodan-Alpy Bougé-Chambalud plasuje się na 896. miejscu pod względem liczby ludności, natomiast pod względem powierzchni na miejscu 716.).